# San Antonio del Sur
San Antonio del Sur is een gemeente in de Cubaanse provincie Guantánamo. De gemeente heeft een oppervlakte van 585 km² en telt 25.800 inwoners (2015).

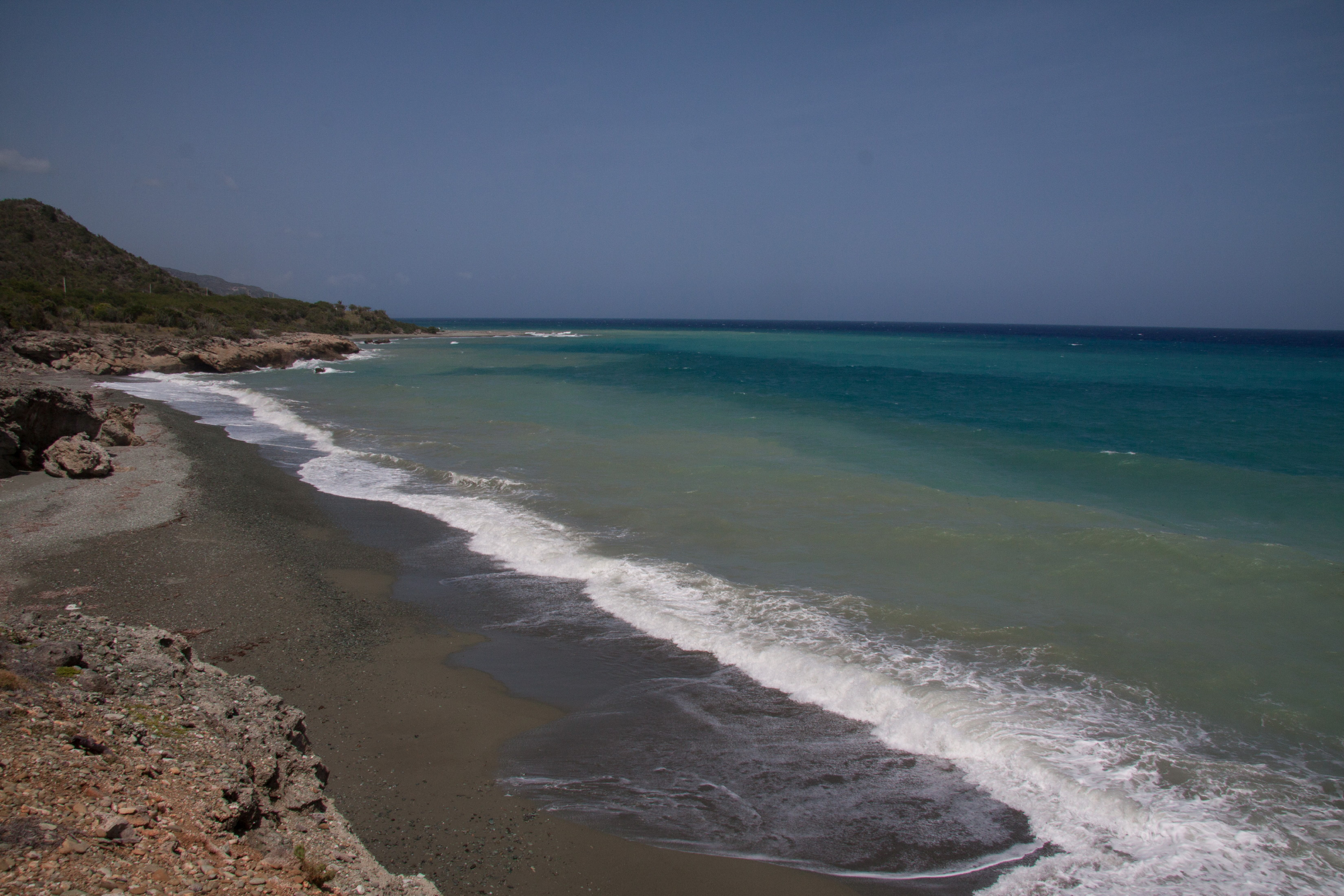
De kust bij San Antonio del Sur.